# (9815) Mariakirch
(9815) Mariakirch (2079 P-L) – planetoida z pasa głównego asteroid okrążająca Słońce w ciągu 4,71 lat w średniej odległości 2,81 j.a. Odkryta 24 września 1960 roku.